# Donald dans le Grand Nord
Pour plus de détails, voir Fiche technique et Distribution.
Donald dans le Grand Nord (Dumb Bell of the Yukon) est un dessin animé de la série des Donald Duck produit par Walt Disney pour RKO Radio Pictures sorti le 30 août 1946.

## Synopsis
Dans un paysage recouvert par la neige, Donald est la recherche d'un ourson pour fabriquer un manteau de fourrure à Daisy...

## Fiche technique
- Titre original : Dumb Bell of the Yukon
- Titre français : Donald dans le Grand Nord[1]
- Série : Donald Duck
- Réalisateur : Jack King
- Scénaristes : Harry Reeves, Homer Brightman
- Animateurs : Edwin Aardal, Fred Kopietz, Sandy Strother et Don Towsley
- Layout : Ernie Nordli
- Background : Ernie Nordli
- Musique : Oliver Wallace
- Voix : Clarence Nash (Donald)
- Producteur : Walt Disney
- Société de production : Walt Disney Productions
- Distributeur : RKO Radio Pictures
- Date de sortie : 30 août 1946[2]
- Format d'image : couleur (Technicolor)
- Son : Mono (RCA Photophone)
- Durée : 8 min
- Langue : (en)
- Pays :  États-Unis

## Voix françaises
- Sylvain Caruso : Donald Duck

## Titre en différentes langues
D'après IMDb :
- Finlande : Aku turkismetsästäjänä
- Suède : Kalle Anka i björnens rike